# Сатимов, Нуман Юнусович
Нума́н Юну́сович Сати́мов (15 декабря 1939 года, Андижан — 22 сентября 2006 года, Ташкент) — советский и узбекский математик, доктор физико-математических наук, академик АН Узбекистана (2000; член-корреспондент АН Узбекской ССР с 1979), лауреат государственной премии Бируни (1985). Специалист в области теории дифференциальных уравнений, теории управления и их приложений.

## Биография
Родился 15 декабря 1939 года в городе Андижан в семье рабочего.
В 1956 году поступил в Среднеазиатский государственный университет на физико-математический факультет. В 1958 году продолжил учёбу на механико-математическом факультете МГУ имени М.В. Ломоносова. После окончания университета в 1962 году поступил в аспирантуру в Институт математики им. В. И. Романовского АН Узбекской ССР, с 1965 по 1968 год работал там же младшим научным сотрудником.
В 1968 году под руководством профессора В. Г. Болтянского защитил кандидатскую диссертацию. В 1977 году под руководством профессора Е. Ф. Мищенко защитил докторскую диссертацию (на специализированном совете МИАН им. В. А. Стеклова). В 1978 году ему присвоено звание профессора. В 1979 году становится членом-корреспондентом АН УзССР, в 2000 году — академиком АН РУз.
С 1968 года работал в ТашГУ. С 1971 года профессор Сатимов — заведующий кафедрой факультета прикладной математики и механики НУУз. В 1974—1976 годах работал старшим научным сотрудником МИАН им. В. А. Стеклова АН СССР и после возвращения продолжал заведованием кафедрой. С 1985 по 1987 года был деканом факультета прикладной математики и механики. С 2000 года являлся ведущим научным сотрудником Института математики им. В. И. Романовского АН РУз.
Умер 22 сентября 2006 года. Похоронен в Ташкенте на Чигатайском кладбище.

## Научные интересы
Основные работы относятся к области теории дифференциальных уравнений, теории управления и их приложений. Основал Ташкентскую научную школу по теории управлений и дифференциальных игр. Руководил организованным им научно-исследовательским семинаром «Оптимальные процессы и дифференциальные игры» более 35 лет.
Им написан учебник по дифференциальным уравнениям, 2 монографии, опубликовано свыше 180 научных работ, основная часть которых переведена и напечатана в журналах США и Великобритании. Под его руководством было подготовлено восемь докторских и более двадцати кандидатских диссертаций.
С 1970 года, занимался новым разделом теории управляемых процессов — теорией дифференциальных игр преследования-уклонения. В частности, внимание было уделено развитию методов Л. С. Понтрягина. В результате исследования был предложен так называемый модифицированный метод решения задачи преследования, который был в дальнейшем усилен им самим.